# Tsakhurs
Els tsakhurs (o Caxur, llatinitzant el seu nom àzeri) són una ètnia del Caucas, del grup lesguià, que viuen al sud del Daguestan (Rússia) i al nord de l'Azerbaidjan. Són uns 45.000 (29.000 al Daguestan i 16.000 a l'Azerbaidjan) i ells mateixos s'anomenen yiqy (plural yiqby o yikhbi), sent coneguts de manera general com a tsakhurs que deriva del nom del poble del Daguestan (Ts'äkh) on formen una gran majoria.

## Història
Se'ls esmenta des del segle VII a les fonts armènies i georgianes, quan vivien a l'Aghuània i eren anomenats com Tsakhaik. Al segle VIII formaven un estat tribal independent. Eren cristians però es van fer musulmans al segle xi i les tribus tsakhur es van unir per formar un sultanat al segle xv ocupant el que avui és la regió de Zagatala i el sud-oest del Dagestan. El sultanat és esmentat a les fonts russes del segle xviii com Elisuyskoe sultanstvo i era feudatari de Shakki. La capital va passar al segle xviii de Tsakh a Ilisu. A l'inici del segle xix el sultanat fou annexionat per Rússia.
A la moderna regió de Zagatala formen el 14% de la població i a Gakh, són prop del 2%. Al Daguestan viuen a les parts muntanyoses del districte de Rutul. Segons Wolfgang Schulze, hi ha 9 pobles a l'Azerbaidjan de majoria tsakhur, tots a Zagatala. 13 altres pobles a Zagatala i Gakh tenen una minoria tsakhur rellevant. Tenen una organització patriarcal i de clans. Celebren les festes musulmanes (són sunnites) i altres de preislàmiques.
Per la seua llengua vegeu: Tsakhur